# Purple Rain (album)
Purple Rain là album phòng thu thứ sáu của nghệ sĩ thu âm người Hoa Kỳ Prince, phát hành ngày 25 tháng 6 năm 1984 bởi Warner Bros. Records. Đây là album đánh dấu sự tham gia lần đầu tiên từ ban nhạc của nam ca sĩ The Revolution, đồng thời được sử dụng như là nhạc nền cho bộ phim năm 1984 cùng tên. Được ghi nhận như là sự phát triển vượt bậc về mặt chiều sâu trong âm nhạc so với những bản thu âm trước của Prince, Purple Rain tập trung vào những âm thanh nhạc sống của ban nhạc và nhiều lớp guitar, đàn phím, hiệu ứng tổng hợp điện tử, trống và những nhạc cụ khác. Nó là sự hợp nhất giữa nhiều phong cách âm nhạc khác nhau, từ pop rock đến R&B và dance, và thường được coi là tác phẩm mang hơi hướng pop tiêu biểu nhất trong sự nghiệp của Prince. Ngoài ra, lời bài hát mang tính chất gây sốc của "Darling Nikki" đã thúc đẩy việc sử dụng nhãn dán Parental Advisory trên bìa album như là một hình thức kiểm duyệt nội dung, và là câu trả lời của Warner Bros. Records sau nhiều khiếu nại từ nhiều cá nhân lẫn tổ chức liên quan đến quyền gia đình và trẻ em.
Sau khi phát hành, Purple Rain nhận được những phản hồi vô cùng tích cực từ các nhà phê bình âm nhạc, trong đó họ đánh giá cao những khía cạnh sáng tạo và thử nghiệm trong âm nhạc của Prince, đặc biệt là việc tổng hợp những yếu tố điện tử với nhạc cụ hữu cơ, âm thanh nhạc sống và sự hợp nhất mang tính bước ngoặt của rock và R&B, đồng thời được nhìn nhận như là một "kiệt tác". Ngoài ra, nó còn gặt hái nhiều giải thưởng và đề cử tại những lễ trao giải lớn, bao gồm chiến thắng tại giải Oscar lần thứ 57 cho Nhạc phim xuất sắc nhất và hai giải Grammy cho Trình diễn giọng Rock xuất sắc nhất của bộ đôi hoặc nhóm nhạc và Nhạc nền xuất sắc nhất cho sản phẩm truyền thông hình ảnh tại lễ trao giải thường niên lần thứ 27, bên cạnh đề cử ở hạng mục Album của năm. Về mặt thương mại, Purple Rain ngay lập tức trở nên phổ biến và tiếp nhận những thành công lớn, đứng đầu các bảng xếp hạng ở Úc, Canada và Hà Lan, cũng như lọt vào top 10 ở nhiều quốc gia nó xuất hiện, bao gồm vươn đến top 5 ở những thị trường nổi bật như Đức, New Zealand, Na Uy, Thụy Điển và Vương quốc Anh.
Tại Hoa Kỳ, Purple Rain đạt vị trí số một trên bảng xếp hạng Billboard 200 trong 24 tuần liên tiếp, trở thành album quán quân đầu tiên của Prince và là một trong những album trụ vững ở ngôi vị hàng đầu trong nhiều tuần liên tiếp nhất từ trước đến nay. Nó đã được chứng nhận 13 đĩa Bạch kim bởi Hiệp hội Công nghiệp ghi âm Hoa Kỳ (RIAA), công nhận 13 triệu bản đã được tiêu thụ tại đây. Ngoài ra, nó cũng giúp Prince trở thành nghệ sĩ thứ ba trong lịch sử sau Elvis Presley và The Beatles sở hữu album, đĩa đơn và tác phẩm điện ảnh đạt vị trí số một ở Hoa Kỳ trong cùng một thời điểm. Năm đĩa đơn đã được phát hành từ Purple Rain, trong đó "When Doves Cry" và "Let's Go Crazy" đều đạt vị trí quán quân trên bảng xếp hạng Billboard Hot 100, và là những bản hit lớn trên thị trường quốc tế. Hai đĩa đơn tiếp theo, "Purple Rain" và "I Would Die 4 U" lần lượt đạt vị trí thứ hai và thứ tám tại Hoa Kỳ, bên cạnh "Take Me with U" vươn đến top 40. Tính đến nay, album đã bán được 25 triệu bản trên toàn cầu, trở thành một trong những album bán chạy nhất mọi thời đại.
Thành công về mặt chuyên môn lần thương mại của Purple Rain đã nhanh chóng khẳng định khả năng âm nhạc của Prince, giúp ông trở thành một nhân vật tiêu biểu cho nền nhạc pop vào những năm 1980. Nó còn được nhìn nhận như là một những album vĩ đại nhất mọi thời đại bởi nhiều tổ chức và ấn phẩm âm nhạc, bao gồm vị trí thứ 76 trong danh sách 500 Album vĩ đại nhất mọi thời đại của Rolling Stones và được đề cập trong ấn phẩm 1001 Album Bạn Phải Nghe Trước Khi Chết. Năm 2010, nó được giới thiệu vào Đại sảnh Danh vọng Grammy và được thêm vào Danh sách những bản thu âm "có vai trò quan trọng về mặt văn hóa, lịch sử hoặc thẩm mỹ" của Cơ quan Đăng ký Ghi âm Quốc gia thuộc Thư viện Quốc hội hai năm sau đó. Để quảng bá cho Purple Rain, nam ca sĩ đã tiến hành thực hiện chuyến lưu diễn Purple Rain Tour với hơn 85 buổi diễn khác nhau ở Hoa Kỳ và Canada. Sau khi Prince đột ngột qua đời vào năm 2016, nó đã xuất hiện trở lại trên các bảng xếp hạng trên toàn cầu, bao gồm vị trí thứ hai trên Billboard 200 và chỉ đứng sau album tổng hợp The Very Best of Prince (2001) của chính ông.

## Danh sách bài hát
Tất cả bài hát đều được viết lời bởi Prince, ngoại trừ phần ghi chú.
| Mặt A | Mặt A                                                                               | Mặt A      |
| STT   | Nhan đề                                                                             | Thời lượng |
| ----- | ----------------------------------------------------------------------------------- | ---------- |
| 1.    | "Let's Go Crazy"                                                                    | 4:39       |
| 2.    | "Take Me with U"                                                                    | 3:54       |
| 3.    | "The Beautiful Ones"                                                                | 5:13       |
| 4.    | "Computer Blue" (Prince, John L. Nelson, Wendy & Lisa; không được đề cập: Dr. Fink) | 3:59       |
| 5.    | "Darling Nikki"                                                                     | 4:14       |

| Mặt B | Mặt B             | Mặt B      |
| STT   | Nhan đề           | Thời lượng |
| ----- | ----------------- | ---------- |
| 6.    | "When Doves Cry"  | 5:54       |
| 7.    | "I Would Die 4 U" | 2:49       |
| 8.    | "Baby I'm a Star" | 4:24       |
| 9.    | "Purple Rain"     | 8:41       |

## Xếp hạng
| Bảng xếp hạng (1984-2017)                | Vị trí cao nhất |
| ---------------------------------------- | --------------- |
| Úc (Kent Music Report)                   | 1               |
| Album Áo (Ö3 Austria)                    | 8               |
| Album Bỉ (Ultratop Vlaanderen)           | 4               |
| Album Bỉ (Ultratop Wallonie)             | 13              |
| Canada (RPM)                             | 1               |
| Album Đan Mạch (Hitlisten)               | 14              |
| Album Hà Lan (Album Top 100)             | 1               |
| Album Phần Lan (Suomen virallinen lista) | 36              |
| Pháp (IFOP)                              | 8               |
| Đức (Offizielle Top 100)                 | 5               |
| Album Ý (FIMI)                           | 13              |
| Nhật Bản (Oricon)                        | 12              |
| Album New Zealand (RMNZ)                 | 2               |
| Album Na Uy (VG-lista)                   | 4               |
| Album Bồ Đào Nha (AFP)                   | 22              |
| Album Tây Ban Nha (PROMUSICAE)           | 13              |
| Album Thụy Điển (Sverigetopplistan)      | 3               |
| Album Thụy Sĩ (Schweizer Hitparade)      | 7               |
| Album Anh Quốc (OCC)                     | 4               |
| Album Hoa Kỳ Billboard 200               | 1               |
| Album Hoa Kỳ Top R&B/Hip-Hop (Billboard) | 1               |

| Bảng xếp hạng    | Vị trí |
| ---------------- | ------ |
| US Billboard 200 | 110    |

| Bảng xếp hạng (1984)                   | Vị trí |
| -------------------------------------- | ------ |
| Australian Albums (Kent Music Report)  | 73     |
| Canada (RPM)                           | 2      |
| Dutch Albums (MegaCharts)              | 5      |
| French Albums (IFOP)                   | 53     |
| German Albums (Offizielle Top 100)     | 56     |
| New Zealand Albums (Recorded Music NZ) | 20     |
| Swiss Albums (Schweizer Hitparade)     | 5      |
| UK Albums (OCC)                        | 43     |
| US Billboard 200                       | 24     |
| US Top R&B/Hip-Hop Albums (Billboard)  | 9      |
| US Top Soundtracks (Billboard)         | 3      |
| Bảng xếp hạng (1985)                   | Vị trí |
| Austrian Albums (Ö3 Austria Top 40)    | 23     |
| Canada (RPM)                           | 41     |
| Dutch Albums (MegaCharts)              | 48     |
| German Albums (Offizielle Top 100)     | 38     |
| UK Albums (OCC)                        | 60     |
| US Billboard 200                       | 9      |
| US Top R&B/Hip-Hop Albums (Billboard)  | 21     |
| US Top Soundtracks (Billboard)         | 2      |
| Bảng xếp hạng (2016)                   | Vị trí |
| US Billboard 200                       | 55     |
| Bảng xếp hạng (2017)                   | Vị trí |
| Belgian Albums (Ultratop Flanders)     | 105    |

## Chứng nhận
| Quốc gia                                                                           | Chứng nhận   | Số đơn vị/doanh số chứng nhận |
| ---------------------------------------------------------------------------------- | ------------ | ----------------------------- |
| Úc (ARIA)                                                                          | 3× Bạch kim  | 210.000^                      |
| Canada (Music Canada)                                                              | 6× Bạch kim  | 600.000^                      |
| Pháp (SNEP)                                                                        | Bạch kim     | 338,600                       |
| Đức (BVMI)                                                                         | 3× Vàng      | 750.000^                      |
| Nhật Bản (RIAJ)                                                                    | —            | 197,000                       |
| Hà Lan (NVPI)                                                                      | Bạch kim     | 100.000^                      |
| New Zealand (RMNZ)                                                                 | 5× Bạch kim  | 75.000^                       |
| Thụy Sĩ (IFPI)                                                                     | Bạch kim     | 50.000^                       |
| Anh Quốc (BPI)                                                                     | 2× Bạch kim  | 600.000^                      |
| Hoa Kỳ (RIAA)                                                                      | 13× Bạch kim | 13.000.000^                   |
| * Chứng nhận dựa theo doanh số tiêu thụ. ^ Chứng nhận dựa theo doanh số nhập hàng. |              |                               |